# Селиховское сельское поселение (Орловская область)
Селиховское се́льское поселе́ние — муниципальное образование в Знаменском районе Орловской области Российской Федерации.
Административный центр — село Селихово.

## История
Статус и границы сельского поселения установлены Законом Орловской области от 12 августа 2004 года № 418-ОЗ «О статусе, границах и административных центрах муниципальных образований на территории Знаменского района Орловской области».

## Население
| 2010 | 2012 | 2013 | 2014 | 2015 | 2016 | 2017 |
| ---- | ---- | ---- | ---- | ---- | ---- | ---- |
| 472  | ↘463 | ↘452 | →452 | ↘446 | ↗447 | ↗448 |
| 2018 | 2019 | 2020 | 2021 | 2023 |      |      |
| ↗453 | ↘448 | ↘431 | ↘385 | ↗389 |      |      |

## Состав сельского поселения
| № | Населённый пункт  | Тип населённого пункта       | Население |
| - | ----------------- | ---------------------------- | --------- |
| 1 | Валяевка          | деревня                      | 0         |
| 2 | Густоварь         | село                         | 0         |
| 3 | Ивановский        | посёлок                      | 0         |
| 4 | Кокорево          | деревня                      | 6         |
| 5 | Муратово          | село                         | 13        |
| 6 | Орлов             | посёлок                      | 0         |
| 7 | Павловские хутора | деревня                      | 1         |
| 8 | Селихово          | село, административный центр | ↘451      |
| 9 | Цветок            | посёлок                      | 0         |